# 灵宝市
灵宝市是中国河南省三门峡市下辖的一个县级市。灵宝位于河南省西部，北濒黄河，地处河南、陕西与山西三省交汇处，东西长76公里，南北宽69公里。县境分别与三门峡市陕州区、洛宁县、卢氏县、陕西省洛南县与潼关县、山西省芮城县与平陆县接壤。辖域总面积3,011平方公里，常住总人口65.66万人。市人民政府驻城关镇金城大道19号。。唐明皇時在此地發現太上老君「靈符」，故改名為「靈寶」，中国历史上弘农郡郡治弘农县故地和关隘函谷关在辖境内。

## 历史
灵宝市由灵宝、阌乡两县合并而成。
本縣自汉元鼎3年（公元前114年）建县，而后几易其名，汉称弘农县，隋为桃林县，唐天宝元年改名灵宝县；阌乡县史称湖县，北周更名湖城县，隋为阌乡县；1954年撤销阌乡县并入灵宝县。
1993年5月12日，经国务院批准，撤销灵宝县，设立县级灵宝市。灵宝市辖城关、豫灵、故县、尹庄、阳平、朱阳、焦村、函谷关、大王、阳店、川口、苏村、五亩、寺河、东村、西闫、程村17个乡（镇），433个村民委员会，11个居民委员会，行政区域与设市前的县相同，未调整变更。2005年，灵宝市乡镇区划调整：撤销东村乡并入寺河乡，撤销程村乡并入阳平镇。

## 政治

### 行政区划
灵宝市下辖10个镇、5个乡：
城关镇、尹庄镇、朱阳镇、阳平镇、故县镇、豫灵镇、大王镇、阳店镇、函谷关镇、焦村镇、川口乡、寺河乡、苏村乡、五亩乡、西阎乡、灵宝市园艺场、涧东区管委会和涧西区管委会。

### 领导层
- 中国共产党灵宝市委员会

### 历任市委书记
- 朱俊武:1996.03-1998.07
- 孙宗会:1998.07-2002.01
- 王跃华:2002.01-2006.12
- 吕均平:2007.02-2012.07
- 乔长青:2012.07-2016.06
- 李宏伟:
- 孙淑芳:2018.02-

## 自然地理
灵宝地区处于华北地台南缘，属华北地台南部边缘豫西隆起组成部分，南邻秦岭地槽褶皱系。其发生发展主要受华北地台基底控制，并受秦岭古海槽和中生代滨太平洋构造活动的强烈影响。由于地质运动的作用，地表由山地、土塬、河川阶地组成，有“七山二塬一分川”之称。地势北低南高，海拔高度从308米逐渐升至2413.8米，南北高差 2105.8米。以弘农涧河为界，西南部的小秦岭，自东向西入陕西省境内，山势挺拔峻峭。主要山峰有女郎山和亚武山等，主峰老鸦岔垴，海拔2413.8 米。东南部的崤山，起伏平缓，山峰以燕子山和岘山较有名气。小秦岭与崤山北麓分布有6大塬和6大峪。塬峪间沟岔纵横交错，共有大小山头3702座，大小沟岔9303条。
灵宝属暖温带大陆性半湿润季风型气候，气候温和，四季分明。年平均气温13.8ºC，极值高温42.7ºC，极值低温-17ºC，日平均气温大于10ºC的日数为182—210天。积温3370— 4620ºC，无霜期199—215天。日照百分率为50%—54%。年平均降雨量为641.8毫米，且时空分布不均，由南向北呈递减趋势，6至9月份降雨量占全年的60%左右。

## 人口
根据(河南省)三门峡市第七次全国人口普查公报显示：灵宝市常住人口为656571人，男性人口占比50.77%，女性人口占比49.23%，年龄结构中0-14岁占比18.45%，15-59岁占比61.5%，60岁以上占比20.05%，65岁以上占比13.69%。
全市户籍人口為73.82万人（2009年）。

## 历史
灵宝流传诸多古代神化传说，女娲炼五彩石以补苍天；夸父逐日弃仗化为桃林一片；人文始祖轩辕黄帝在荆山采铜铸鼎，乘龙仙逝；真武大帝在名山亚武修炼成仙；老子著《道德经》于函谷关。灵宝已出土的仰韶文化遗物陶钵、陶瓶，商代铜爵，春秋铜簋，汉代铜牛、陶楼，明代铜俑等文物2万余件。

### 西坡遗址
西坡遗址位于中国最大的史前文化遗址聚落群——灵宝市阳平镇铸鼎原地区，面积约40多万平方米，2001年和北阳平遗址、东常遗址、乔营遗址等50多处仰韶文化遗址一起以“北阳平遗址群”的名义，被国务院公布为全国重点文物保护单位，2005年被列入“中华文明探源工程”六大首选遗址。
经过发掘，发现仰韶文化中期晚段大型墓葬2座及其他中、小型墓10座，其中1座是目前全国发现的同时期最大墓葬。在这里，发现了一块五千五百年前仰韶时期人工开采的铜矿石，是中国首次发现五千年前人工开的采铜矿石。西坡遗址发现，对于探索中原地区文明起源的特性、进程、模式、动因等；对于复原中国古代历史和印证中华文明；对于从世界范围内探讨人类文明的产生及发展变化的机制和规律具有不可替代的重要作用。

### 桃林塞
桃林，又作邓林。《周书·武成》载：“武王伐殷。往伐归兽，识其政事，作《武成》。斋惟一月壬辰，旁死魄。越翼日，癸巳，王朝步自周，于征伐商。主厥四月，哉生明，王来自商，至于丰。乃偃武修文，归马于华山之阳，放牛于桃林之野，示天下弗服。”

## 文化

### 源自灵宝的典故
- 夸父逐日：《山海经·海外北经》载：“夸父与日逐走，入日。渴欲得饮，饮于河渭，河渭不足，北饮大泽。未至，道渴而死。弃其杖。化为邓林。”《列子·汤问》载：“夸父不量力，欲追日影。逐之于隅谷之际，渴欲得饮，赴饮河渭。河渭不足，将走北饮大泽。未至，道渴而死。弃其杖，尸膏肉所浸，生邓林。邓林弥广数千里焉。”
- 放牛归马：把作战用的牛马牧放。比喻战争结束，不再用兵。出处《书·武成》：“乃偃武修文，归马于华山之阳，放牛于桃林之野，示天下弗服。”而此处的桃林即指的是灵宝市的境内。
- 紫气东来：传说老子过函谷关前，关令尹喜见有紫气从东而来，知道将有圣人过关。果然老子骑着青牛而来。比喻吉祥的征兆。出自汉代刘向《列仙传》：“老子西游，关令尹喜望见有紫气浮关，而老子果乘青牛而过也。”
- 鸡鸣狗盗 :《史记·孟尝君列传》载：齐孟尝君出使秦被昭王扣留，孟一食客装狗钻入秦营偷出狐白裘献给昭王妾以说情放孟。孟逃至函谷关时昭王又令追捕。另一食客装鸡叫引众鸡齐鸣骗开城门，孟得以逃回齐。
- 假道灭虢 ：虢：春秋时诸侯国，在今山西平陆及河南三门峡一带。泛指用借路的名义而灭亡这个国家。出自《左传·僖公二年》：“晋荀息请以屈产之乘，与垂棘之璧，假道于虞以伐虢。”而虞国的一部分即是现灵宝市境内。
- 一夫当关万夫莫开：《淮南子·兵略训》：“一人守隘，而千人弗敢过也。”晋·左思《蜀都赋》：“一人守隘，万夫莫向。” 李白《蜀道难》（节录）：“剑阁峥嵘而崔嵬，一夫当关，万夫莫开。所守或匪亲，化为狼与豺。朝避猛虎，夕避长蛇。磨牙吮血，杀人如麻。锦城虽云乐，不如早还家。

### 人口源流
灵宝人口来源主要有四：一是世代祖居；二是明初由山西迁徙而来；三是建国前由外地流落到灵宝定居；四是建国后因工作等原因至灵宝定居。四种来源中，一、二种来源的人口占总人口的70－80％。

### 方言
灵宝方言属现代汉语北方语区的中原官话。与普通话相比，差异主要表现在多阴平声调，四声阴阳相错不够分明。即便生活在同一境内，东西南北的语调也有很大差异。基本上可分三类：一类是原阌乡县所辖乡镇，其特点与陕西省相近；一类是南部和东部部分地区，分别与卢氏县和三门峡市类似；一类是市区周边乡镇。在方言上，同山西运城部分地区类似。妯娌叫“先后”，父亲叫“伯”或“大”，连襟叫“担子”等等。

#### 民俗
传统的婚姻形式，一般经过夹鞋样（类似订情信物）、送花或撂担（意取媒人大功告成之意）、迎娶3个过程。嫁娶时，大多数人仍固守传统的迎送方式。婚后生小孩，还要举行庆贺10（或20）天和周岁。在丧葬方面，大多数人采用土葬。土葬中又有明葬、暗葬之分。明葬，只挖坑不挖穴；暗葬，既挖坑，又在坑内一侧挖穴。整个丧事一般要持续3年时间，其间要举行七期（一期为7天）、周年、3年以及送楼子（用纸制的楼房，有的地方叫送盆）等纪念活动。另外，在每年清明节和农历的六月初六、十月初一，分别还要祭奠和送寒衣。节庆方面，主要有过年（春节）、元宵节、端午节、中秋节、腊八节、祭灶（送灶）节等。另外，本地人也十分注重建房、乔迁的喜庆。在建房上梁之日和搬入新居3天，亲戚朋友都要祝贺一番。

### 戏曲
灵宝地处豫、陕、晋三省交界，河南的豫剧、曲剧，陕西的秦腔、眉户，山西的蒲剧及其他邻近省市的鼓书、评弹、曲子等剧种曲种，深受人民群众喜爱。

## 经济
支柱产业为冶矿业和林果业。果品生产及加工是全市的一大支柱产业，果树栽培面积60万亩。其中苹果50万亩，年产量5.5亿公斤。在全国性的鉴评中，红富士、新红星等10多个品种多次夺魁，是国家确定的优质苹果生产基地和外销基地。灵宝市矿藏资源丰富，现已探明的达38种之多，尤以金、银、铜、铅、硫铁、大理石、花岗岩、 石墨储量为高。黄金年产20余万两，连年稳居全国县级第二位，是国家确定的黄金生产基地；硫铁矿量大质优，已探明储量达4892.1万吨，硫含量在37%以上，灵宝被誉为“黄金之城”、“硫铁王国”。
灵宝市为河南较具实力的县（市）之一。2010年，经济总量位居河南省各县（市）第六位，GDP为3,321,321万元（折合490,630万美元），人均GDP为45,876元（合6,777美元）。
2016年中国工业百强县（市），河南上榜有9个县市，灵宝位居全国第64位。

## 交通
灵宝市区位优越，境内铁路、公路、水路兼备，形成了四通八达、纵横交错的交通运输网络。
- 铁路：国家的交通大动脉陇海线由东西向经过本市，境内设有灵宝站。浩吉铁路由南北向经过，设有灵宝东站。高速铁路“徐兰客运专线”（徐州-兰州）也经过境内，并在西阎乡设有灵宝西站。
  - 陇海铁路：川口站，灵宝站，焦村站，秦村站，阌乡站，高柏站，故县站，李村站，薛家营站，豫灵站
  - 徐兰客运专线：灵宝西站

- 公路：辖内有 连霍高速、 呼北高速，及 310国道， 209国道 经过，交通便利。以市区为中心，通往各乡镇的公路全部实现了沥青或水泥硬化路面。

- 航空：往西距咸阳机场约三小时车程，往北距运城机场约一个小时车程。

- 航运：沿黄河一线有10处渡口。

## 通讯
境内有中国网通、中国电信、中国移动、中国联通和中国铁通等通讯服务网点，基本上实现了无盲区覆盖。

## 旅游
灵宝山川秀丽，风光旖旎，加上别具特色的名胜古迹，旅游资源十分丰富。国家级森林公园、山岳型风景名胜区亚武山，自然景观雄、险、奇、秀、野；炎黄子孙寻根祭祖圣地——荆山黄帝陵，一夫当关，万夫莫开的函谷关，千古沧桑，胜迹犹存。还有那巧夺天工的宋代彩塑群，藏在深闺人未识的黄花峪千佛洞，以及新开辟的黄金之路、果乡之旅和黄河游等旅游景点，无不令人心弛神往，流连忘返。

### 函谷关
函谷关位于河南省灵宝市北15公里处的王垛村，距三门峡市约75公里，地处“长安古道”，紧靠黄河岸边。它是中国历史上建置最早的雄关要塞之一，因关在谷中，深险如函，故称函谷关。这里曾是战马嘶鸣的古战场，素有 “一夫当关，万夫莫开”之称。这里又是中国古代思想家、哲学家老子著述五千言《道德经》的地方。
函谷关因关在峡谷中，深险如函而得名。
始建于春秋战国，历史上它是东去洛阳，西达长安的咽喉，素有“天开函谷壮关中，万谷惊尘向北空”、“双峰高耸大河旁，自古函谷一战场”之说。周慎靓王三年，楚怀王举六国之师伐秦，秦依函谷天险，使六国军队“伏尸百万，流血漂橹”。秦始皇六年，楚、赵、卫等五国军队犯秦，“至函谷，皆败走”。“刘邦守关拒项羽”，“安史之乱”的唐军与叛军的“桃林大战”，1944年中国军队与日本侵略军的“函谷关大战”，也在此地进行。
函谷关不仅是一处军事重地，而且是古代中原腹地与西北地区文化、经济交流的要点。围绕着这座重关名城流传着“紫气东来”、“老子过关”、“鸡鸣狗盗”、“公孙白马”、“玄宗改元”等历史故事和传说，唐太宗、唐玄宗、司马迁、李白、杜甫、白居易、司马光等历史名人志士临关吟诗作赋，流传至今有100余篇。
主要景点有太初宫、道圣宫、道家养生园、藏经楼、瞻紫楼、鸡鸣台、碑林、蜡像馆、博物馆、关楼、函关古道等20余处。

### 亚武山
亚武山位于灵宝市豫灵镇南部小秦岭主脊北部山峰，为中国国家森林公园，省级风景名胜区。相传这里是真武大帝修炼之地，因其景貌类似武当山而得名“亚武山”故名“亚武山”，现为中国北方的道教圣地。景区内海拔1500米以上的山峰20多座，其中最高峰老鸦岔2413.8米，景区内有景点150个，人文景观30多个。每年农历六月一日到三日，举办亚武旅游节。

### 黄帝陵
黄帝陵位于灵宝市阳平镇荆山脚下，距三门峡市区约80公里。相传黄帝战胜其他部落成为首领之后，在这里铸鼎立法，当法鼎铸成后，黄帝即骑龙升天。后人就将他遗下的衣靴埋藏于此，建立了黄帝衣冠冢，并建庙祭祀。每年农历二月初九，五湖四海的炎黄后人都来此共处一堂，祭祠始祖黄帝。
1992年8月，地方政府投资600万元在原址上建设成了陵墓（衣冠冢）、阁楼、大殿、山门、碑廊、亭台等景点，陵的西端有一高6米，周长42.5主的土堆，传说就是黄帝陵冢。陵西南有一龙须沟，传说是龙须坠落之地，此间生长一种龙须草，说是龙须所变，周围皆无。古代文人墨客纷纷前来瞻仰。

### 鼎湖湾
鼎湖湾旅游景区位于灵宝市区溪20公里，北濒黄河，东西长约3600米，南北宽约1800米，总面积约1万亩，它南接310国道，北黄河，东北游大禹渡，永乐宫，西北游鹤鹊楼，普救寺，形成了草木丛生，芦疯长，渔网环绕、蛙鸣鱼跃，荷花婷婷的自然景观，是游客旅游观光、垂钓、避暑、荡舟的好去处。

## 特产
矿产黄金。
农产品苹果，棉花，大枣。灵宝杜仲、灵宝大枣为中国地理标志产品。

## 小吃
贵妃杏、阌莲、厥山葱、灵宝线椒、甑糕、脂油烧饼、灵宝羊肉汤、羊肉糊卜、烧饼夹肉（不同于陕西肉夹馍），石子馍，米线，麻辣粉。